# Byron Shire
Byron Shire är en kommun i Australien. Den ligger i delstaten New South Wales, i den sydöstra delen av landet, omkring 620 kilometer norr om delstatshuvudstaden Sydney. Antalet invånare var 31 556 vid folkräkningen 2016.
Följande samhällen finns i Byron Shire:
- Byron Bay
- Brunswick Heads
- Federal
- Ewingsdale
- Nashua
- Mullumbimby
- New Brighton